# Pretty Little Liars (seria książek)
Pretty Little Liars – seria powieści młodzieżowych z wstawkami dreszczowca napisana przez Sarę Shepard. Książki opowiadają o przygodach czterech dziewczyn – Spencer, Hanny, Arii i Emily, których przyjaźń upada po tym, jak w siódmej klasie ich przyjaciółka Alison tajemniczo znika. Trzy lata później jej martwe ciało zostaje odnalezione, a dziewczyny zaczynają dostawać wiadomości od "A", które próbuje je zabić, wyjawić ich największe sekrety oraz zemścić się za to, co dziewczyny wraz z Alison robiły – często znęcały się i szantażowały swoich rówieśników.
Książki, oprócz o "A", opowiadają także o innych problemach – morderstwach, uzależnieniu od narkotyków, piciu alkoholu, bulimii, homoseksualizmie oraz chorobach psychicznych. Powieści często pojawiały się na liście bestsellerów The New York Times.
W USA książki są wydawane przez HarperTeen, a w Polsce przez wydawnictwo Otwarte.
W czerwcu 2010 pojawił się serial telewizyjny, luźno bazowany na książkach – Słodkie kłamstewka.

## Bohaterki
Courtney DiLaurentis
Okrutna, popularna i piękna dziewczyna, w szkole ciesząca się ogromnym wpływem społecznym, z którego w pełni korzysta.
Jest siostrą-bliźniaczką Alison, która zmuszała ją wszelkimi możliwymi sposobami, aby ta nazywała siebie jej imieniem. Spowodowało to u niej fałszywe stwierdzenie schizofrenii. Często manipulowała cudzymi sekretami. Odegranie przez nią roli krzywdzącej, próbującej utopić swoją siostrę, doprowadziło do tego, że Courtney miała zostać wysłana do zakładu psychiatrycznego. Jednak wrobiła Alison, której przejęła życie oraz przyjaciół, stąd myślano o niej błędnie jako o Alison.
Zamordowana przez własną siostrę.
Stworzyła najpopularniejszą w szkole paczkę wraz z Hanną, Arią, Emily i Spencer.
Alison DiLaurentis
"Prawdziwa" Alison.  Często kłóciła się ze swoją siostrą – Courtney, którą zmuszała do naśladowania siebie. Wrobiona przez Courtney, trafiła do zakładu psychiatrycznego, zajmując w nim jej miejsce. Zbiegła z miejsca leczenia i własnoręcznie zabiła swą siostrę. Wróciła jednak do zakładu i przez czas pobytu w nim planowała morderstwo czterech głównych bohaterek, ostatecznie nieudolne.
Spencer Hastings
Wychowana w domu z wyższych sfer, tworzonym przez ludzi sukcesu. Od dzieciństwa próbuje nieudolnie zadowolić swoich rodziców, a co za tym idzie – rywalizuje ze swoją starszą siostrą Melissą, w większości odnosząc porażki.  Oddana do adopcji państwu Hastings przez swoją biologiczną matkę, Olivię.   Ambitna, dobrze wychowana, piekielnie inteligentna.
Hanna Marin
Piękna, popularna, atrakcyjna, zajmuje wpływową pozycję społeczną.  Przed poznaniem Alison (tak naprawdę Courtney) była gruba i nie miała żadnych przyjaciół. Cierpiąca na bulimię.
Z charakteru płytka i powierzchowna, zakompleksiona i wrażliwa na punkcie pozycji społecznej, co A. często wykorzystuje.
Aria Montgomery
Skromna, nietypowa dziewczyna o umyśle artystki. Pięknie maluje. Z powodu swojej wyjątkowości, nie potrafi do końca odnaleźć się w społeczeństwie. Ma młodszego brata Mike'a. A. znęca się nad nią, wykorzystując jej problemy rodzinne.
Emily Fields
Wychowana w konserwatywnym domu przez głęboko wierzących, praktykujących rodziców. Urodzona pływaczka, osoba biseksualna. Zakochana w Courtney, którą znała jako Alison. Nieśmiała, skromna, o dobrym sercu, niezbyt pewna siebie, lekko zakompleksiona, najbardziej wrażliwa ze wszystkich. A. wielokrotnie niszczy jej życie, rozpowszechniając informacje o jej orientacji oraz romansach z tą samą płcią.
A
Anonimowy antagonista serii. Prześladuje Emily, Arię, Hannę i Spencer, chcąc odegrać się za okrucieństwa, które dziewczyny wraz z – podającą się za Alison – Courtney, wyrządziły. Pierwszy A. to Mona, która zostaje zabita przez Spencer w 4. części. Drugi A. to prawdziwa Alison, do której dołącza później jej chłopak.

## Spis książek
Notka: najpierw podana jest nazwa oryginalna, następnie polska, potem oryginalne wydanie i na samym końcu polskie wydanie.

### Pierwszy arc
- 1. Pretty Little Liars – Kłamczuchy – 3 października 2006 – 24 sierpnia 2011
- 2. Flawless – Bez skazy – 27 marca 2007 – 7 września 2011
- 3. Perfect – Doskonałe – 21 sierpnia 2007 – 5 października 2011
- 4. Unbelievable – Niewiarygodne – 27 maja 2008 – 19 października 2011

### Drugi arc
- 5. Wicked – Zepsute – 25 listopada 2008 – 25 stycznia 2012
- 6. Killer – Zabójcze – 30 czerwca 2009 – 21 marca 2012
- 7. Heartless – Bez serca – 19 stycznia 2010 – 16 maja 2012
- 8. Wanted – Pożądane – 8 czerwca 2010 – 22 sierpnia 2012

### Trzeci arc
- 9. Twisted – Uwikłane – 5 lipca 2011 – 17 października 2012
- 10. Ruthless – Bezlitosne – 6 grudnia 2011 – 9 stycznia 2013
- 11. Stunning – Olśniewające – 5 czerwca 2012 – 3 kwietnia 2013
- 12. Burned – Rozpalone – 4 grudnia 2012 – 3 lipca 2013

### Czwarty arc
- 13. Crushed – Skruszone – 4 czerwca 2013 – 16 lipca 2014
- 14. Deadly – Zatrute – 3 grudnia 2013 – 19 listopada 2014
- 15. Toxic – Toksyczne – 3 czerwca 2014 – 4 marca 2015
- 16. Vicious – Mordercze – 2 grudnia 2014 – 13 stycznia 2016

### Dodatkowe powieści
- 4.5. Pretty Little Secrets – Pretty Little Liars. Sekrety – 3 stycznia 2012 – 6 listopada 2013
- 0.5. Ali's Pretty Little Lies – Tajemnice Ali – 2 stycznia 2013 – 19 marca 2014